# Sahalin
Sahalin je izduženi otok na Ruskom dalekom istoku u sjevernom Pacifiku. Zajedno s Kurilskim otocima čini teritorijalnu jedinicu Sahalinska oblast s glavnim gradom Južno-Sahalinskom. Proteže se u smjeru sjever-jug otprilike 700 km te je svojom veličinom najveći ruski otok. Na otoku se počinju iskorištavati velika nalazišta nafte i plina.